# 라스톤입방해파리
라스톤입방해파리는 입방해파리목 입방해파리과의 품종이다. 직경은 약 2~3cm이고, 몸길이는 약 4~5cm이다. 가늘고 긴 4개의 촉수가 있다. 한국에서도 나타나고 강독이다.